# LoveTown Tour
Il LoveTown Tour fu il decimo tour del gruppo musicale irlandese U2 e consisté di 47 concerti su 15 destinazioni in Australia, Nuova Zelanda, Giappone, Francia, Germania, Paesi Bassi e Irlanda.
Il nome del tour rappresenta probabilmente la contrazione della canzone When Love Comes to Town che gli U2 incisero assieme a B.B. King, il quale seguì la band durante il tour.
Il palco (come di consueto dal 1983) fu realizzato da Willie Williams.

## I concerti
Il tour è famoso tra i fan per la grande varietà delle scalette, incluso l'utilizzo di sei diverse canzoni per aprire i concerti.
Gli U2 suonarono molti dei loro successi degli anni ottanta (riducendo il numero delle cover eseguite) nonostante i problemi alla voce di Bono che causarono addirittura la conclusione anticipata del concerto di Amsterdam.
Altri due concerti nella capitale olandese furono cancellati ma vennero poi rimpiazzati da quattro show a Rotterdam.
A causa di questi ultimi, il tour si concluse nel gennaio del 1990, anziché come previsto in precedenza il 31 dicembre 1989 al Point Depot di Dublino.
Il conto alla rovescia all'arrivo della mezzanotte e le prime due canzoni di quest'ultimo show vennero trasmesse in diretta televisiva dalla RTE e dalla BBC.
L'intero concerto venne trasmesso in diretta radiofonica nel Regno Unito e in molti stati in Europa. In Italia fu trasmesso in diretta radio dalla RAI.

## Setlist
Come già accennato qui sopra, il LoveTown Tour viene ricordato per la sua varietà di canzoni proposte, ben 38. Ad aprire buona parte dei concerti, come per il Joshua Tree Tour, Where the Streets Have No Name, seguita da I Will Follow e I Still Haven't Found What I'm Looking For. Altri spettacoli aprirono, invece, con canzoni dall'album di lancio del tour, Rattle and Hum, come Hawkmoon 269, God Part II, Desire, All Along the Watchtower e All I Want Is You. Di solito, dopo MLK, venivano proposte una tra The Unforgettable Fire e One Tree Hill, Gloria, il blocco già citato da Rattle and Hum, Bad, Vandiemen's Land, Bullet the Blue Sky, Running to Stand Still, New Year's Day e Pride (In the Name of Love). Gli encores venivano aperti da altre tre canzoni dall'ultimo album, questa volta reinterpretata insieme a BB King e la sua band: Angel of Harlem, When Love Comes to Town e Love Rescue Me. A chiudere la maggior parte dei concerti With or Without You e '40', sebbene vennero suonate anche canzoni che la band non suonava da diverso tempo, come Two Hearts Beat as One, 11 O'Clock Tick Tock o Out of Control.
Di seguito la scaletta del concerto di Dublino del 31 dicembre 1989:
1. Where the Streets Have No Name
2. I Will Follow
3. I Still Haven't Found What I'm Looking For
4. MLK
5. One Tree Hill
6. Gloria
7. God Part II
8. Desire
9. All Along the Watchtower
10. All I Want Is You/Bad
11. Vandiemen's Land
12. Bullet the Blue Sky
13. Running to Stand Still
14. The Times, They Are A-Changin'/New Year's Day
15. Pride (in the Name of Love)
16. Party Girl
17. Angel of Harlem
18. When Love Comes to Town
19. Love Rescue Me
20. 40[3]

### Canzoni suonate[4]
| Boy (1980)                    | I Will Follow (44) - Out Of Control (3) |
| October (1981)                | Gloria (17) - October (11) |
| War (1983)                    | New Year's Day (43) - 40 (33) - Two Hearts Beat As One (1) |
| The Unforgettable Fire (1984) | Pride (In The Name Of Love) (47) - MLK (36) - Bad (35) - The Unforgettable Fire (16) |
| The Joshua Tree (1987)        | I Still Haven't Found What I'm Looking For (47) - Where The Streets Have No Name (46) - Bullet The Blue Sky (42) - With Or Without You (36) - Running To Stand Still (31) - One Tree Hill (19) - In God's Country (4) - Exit (1) |
| Rattle And Hum (1988)         | Angel Of Harlem (46) - Desire (46) - Love Rescue Me (46) - When Love Comes To Town (46) - All I Want Is You (42) - God Part II (36) - Van Diemen's Land (31) - Hawkmoon 269 (8)                                                  |
| Non-album singles             | 11 O'Clock Tick Tock (2) |
| B-sides                       | Party Girl (3) |
| Inediti                       | She's A Mystery To Me (2) - Slow Dancing (2) |
| Cover                         | All Along The Watchtower (47) - People Get Ready (22) - Help (6) - Stand By Me (4) - Knockin' On Heaven's Door (3) - The Times, They Are A-Changin' (1) - White Christmas (1)                                                    |

## Le date[5]
| №                                  | Data              | Città        | Stato          | Luogo |
| ---------------------------------- | ----------------- | ------------ | -------------- | --- |
| Prima Leg                          |                   |              |                | |
| Australia, Nuova Zelanda, Giappone |                   |              |                | |
| 1                                  | 21 settembre 1989 | Perth        | Australia      | Perth Entertainment Centre |
| 2                                  | 22 settembre 1989 | Perth        | Australia      | Perth Entertainment Centre |
| 3                                  | 23 settembre 1989 | Perth        | Australia      | Perth Entertainment Centre |
| 4                                  | 27 settembre 1989 | Sydney       | Australia      | Sydney Entertainment Centre |
| 5                                  | 28 settembre 1989 | Sydney       | Australia      | Sydney Entertainment Centre |
| 6                                  | 29 settembre 1989 | Sydney       | Australia      | Sydney Entertainment Centre |
| 7                                  | 2 ottobre 1989    | Brisbane     | Australia      | Brisbane Entertainment Centre |
| 8                                  | 3 ottobre 1989    | Brisbane     | Australia      | Brisbane Entertainment Centre |
| 9                                  | 4 ottobre 1989    | Brisbane     | Australia      | Brisbane Entertainment Centre |
| 10                                 | 7 ottobre 1989    | Melbourne    | Australia      | National Tennis Centre |
| 11                                 | 8 ottobre 1989    | Melbourne    | Australia      | National Tennis Centre |
| 12                                 | 9 ottobre 1989    | Melbourne    | Australia      | National Tennis Centre |
| 13                                 | 12 ottobre 1989   | Melbourne    | Australia      | National Tennis Centre |
| 14                                 | 13 ottobre 1989   | Melbourne    | Australia      | National Tennis Centre |
| 15                                 | 14 ottobre 1989   | Melbourne    | Australia      | National Tennis Centre |
| 16                                 | 16 ottobre 1989   | Melbourne    | Australia      | National Tennis Centre |
| 17                                 | 20 ottobre 1989   | Sydney       | Australia      | Sydney Entertainment Centre |
| 18                                 | 21 ottobre 1989   | Sydney       | Australia      | Sydney Entertainment Centre |
| 19                                 | 27 ottobre 1989   | Adelaide     | Australia      | Memorial Drive Stadium |
| 20                                 | 28 ottobre 1989   | Adelaide     | Australia      | Memorial Drive Stadium |
| 21                                 | 4 novembre 1989   | Christchurch | Nuova Zelanda  | Lancaster Park |
| 22                                 | 8 novembre 1989   | Wellington   | Nuova Zelanda  | Athletic Park |
| 23                                 | 10 novembre 1989  | Auckland     | Nuova Zelanda  | Western Springs Stadium |
| 24                                 | 11 novembre 1989  | Auckland     | Nuova Zelanda  | Western Springs Stadium |
| 25                                 | 17 novembre 1989  | Sydney       | Australia      | Sydney Entertainment Centre |
| 26                                 | 18 novembre 1989  | Sydney       | Australia      | Sydney Entertainment Centre |
| 27                                 | 19 novembre 1989  | Sydney       | Australia      | Sydney Entertainment Centre |
| 28                                 | 23 novembre 1989  | Yokohama     | Giappone       | Sports Arena |
| 29                                 | 25 novembre 1989  | Tokyo        | Giappone       | Tokyo Dome |
| 30                                 | 26 novembre 1989  | Tokyo        | Giappone       | Tokyo Dome |
| 31                                 | 28 novembre 1989  | Osaka        | Giappone       | Osaka Castle Hall |
| 32                                 | 29 novembre 1989  | Osaka        | Giappone       | Osaka Castle Hall |
| 33                                 | 1º dicembre 1989  | Osaka        | Giappone       | Osaka Castle Hall |
| Seconda Leg                        |                   |              |                | |
| Europa                             |                   |              |                | |
| 34                                 | 11 dicembre 1989  | Parigi       | Francia        | Palais omnisports de Paris-Bercy |
| 35                                 | 12 dicembre 1989  | Parigi       | Francia        | Palais omnisports de Paris-Bercy |
| 36                                 | 14 dicembre 1989  | Dortmund     | Germania Ovest | Westfalenhalle |
| 37                                 | 15 dicembre 1989  | Dortmund     | Germania Ovest | Westfalenhalle |
| 38                                 | 16 dicembre 1989  | Dortmund     | Germania Ovest | Westfalenhalle |
| 39                                 | 18 dicembre 1989  | Amsterdam    | Paesi Bassi    | Rai Europa Hal (in origine erano previsti tre concerti, ma per via dei problemi di voce di Bono - che causarono la fine anticipata di questo concerto - gli altri due show vennero sostituiti dai quattro di Rotterdam del gennaio 1990). |
| 40                                 | 26 dicembre 1989  | Dublino      | Irlanda        | Point Depot |
| 41                                 | 27 dicembre 1989  | Dublino      | Irlanda        | Point Depot |
| 42                                 | 30 dicembre 1989  | Dublino      | Irlanda        | Point Depot |
| 43                                 | 31 dicembre 1989  | Dublino      | Irlanda        | Point Depot |
| 44                                 | 5 gennaio 1990    | Rotterdam    | Paesi Bassi    | Sportpaleis Ahoy |
| 45                                 | 6 gennaio 1990    | Rotterdam    | Paesi Bassi    | Sportpaleis Ahoy |
| 46                                 | 9 gennaio 1990    | Rotterdam    | Paesi Bassi    | Sportpaleis Ahoy |
| 47                                 | 10 gennaio 1990   | Rotterdam    | Paesi Bassi    | Sportpaleis Ahoy |

## Formazione

### U2
- Bono - voce, chitarra, armonica a bocca
- The Edge - chitarra, pianoforte,  basso (40), cori
- Adam Clayton - basso, chitarra (40)
- Larry Mullen Jr. - batteria, percussioni

### Altri Musicisti
- B.B. King - chitarra, voce in When Love Comes to town